# Atsushi Matsuura (1981)
Atsushi Matsuura (松浦 敦史 Matsuura Atsushi?, nacido el 28 de diciembre de 1981 en Aichi) es un exfutbolista japonés. Jugaba de centrocampista y su último club fue el Tokushima Vortis de Japón.

## Trayectoria

### Clubes
| Club             | País  | Año         |
| ---------------- | ----- | ----------- |
| Tokushima Vortis | Japón | 2005 - 2006 |